# Hietalahtistadion
Het Elisastadion (Fins: Hietalahden jalkapallostadion) is een multifunctioneel stadion in Vaasa, een stad in Finland. In het stadion is plaats voor 6.000 toeschouwers. Het stadion werd geopend in 1936 onder de naam Hietalahden jalkapallostadion. Het werd tweemaal gerenoveerd, in 1995 en in 2015. 

## Gebruik
Het stadion wordt vooral gebruikt voor voetbalwedstrijden, de voetbalclub VPS Vaasa maakt gebruik van dit stadion. 
In 2018 werd dit stadion gebruikt voor het Europees kampioenschap voetbal mannen onder 19. Er werden in dit stadion zeven groepswedstrijden en twee halve finale afgewerkt.